# Piotr Szewczyk
Piotr Szewczyk, ps. Siwy, Piter, Czer (ur. 9 września 1908 w Babicach k. Oświęcimia, zm. 28 stycznia 1988 w Oświęcimiu) – major Wojska Polskiego i Armii Krajowej, cichociemny.

## Zarys biografii
W latach 1915–1921 uczęszczał do szkoły powszechnej w swojej rodzinnej miejscowości. Po maturze, którą uzyskał w 1929, w Gimnazjum im. Stanisława Konarskiego w Oświęcimiu, wstąpił do Szkoły Policyjnej w Mostach Wielkich (woj. lwowskie). Po ukończeniu szkoły do wybuchu drugiej wojny światowej pełnił służbę w Policji Państwowej. Do 1939 prowadził zajęcia sportowe w szkołach w Łucku i Warszawie. Na stopień podporucznika został mianowany ze starszeństwem z 1 stycznia 1937 i 640. lokatą w korpusie oficerów rezerwy piechoty.
Zmobilizowany 1 września 1939, walczył w obronie Warszawy, po czym w listopadzie 1939 lub na początku 1940 udało mu się przedostać przez Węgry i Jugosławię do Francji, gdzie wstąpił do Samodzielnej Brygady Strzelców Podhalańskich. Walczył w bitwie o Narwik jako dowódca IV plutonu 1. kompanii IV batalionu 2 Półbrygady. Po klęsce Norwegii wrócił do Francji, gdzie jego oddział walczył o Bretanię. Po upadku Francji przedostał się latem 1940 do Wielkiej Brytanii, gdzie został włączony do 1 Samodzielnej Brygady Spadochronowej gen. Stanisława Sosabowskiego.
16 stycznia 1942 zgłosił się ochotniczo do służby w okupowanej Polsce, przeszkolony ze specjalnością w dywersji. Po przeszkoleniu i złożeniu przysięgi na rotę ZWZ-AK przyjął pseudonim „Czer”, został awansowany na stopień porucznika. Znalazł się w czteroosobowej ekipie skoczków, która wieczorem 17 lutego 1943 wystartowała z tajnego lotniska RAF Tempsford pod Londynem. Zrzut na placówkę odbiorczą „Puchacz”, w okolicy miejscowości Stare Łepki, Mordy, 17 km od Siedlec.
Wiosną 1943 został skierowany do Lwowa, gdzie jako oficer Armii Krajowej objął dowództwo rejonu dywersyjnego Lwów – Miasto. Używał tam pseudonimów „Piter” i „Siwy”. Inicjował i organizował wiele akcji bojowych. 11 listopada 1943 awansował do stopnia kapitana. Podczas wyzwalania Lwowa i w czasie walk o to miasto, trwających od 23 do 27 lipca 1944, dowodził kompanią żołnierzy Armii Krajowej, która wyzwalała śródmieście, opanowała m.in. budynek Politechniki Lwowskiej. 
Unikając aresztowania przez NKWD w lipcu 1945 dotarł przez Warszawę do Londynu, gdzie zdał relację z dotychczasowych wydarzeń gen. Stanisławowi Tatarowi i przeprowadził rozmowy z innymi polskimi oficerami. Otrzymał także stopień majora.

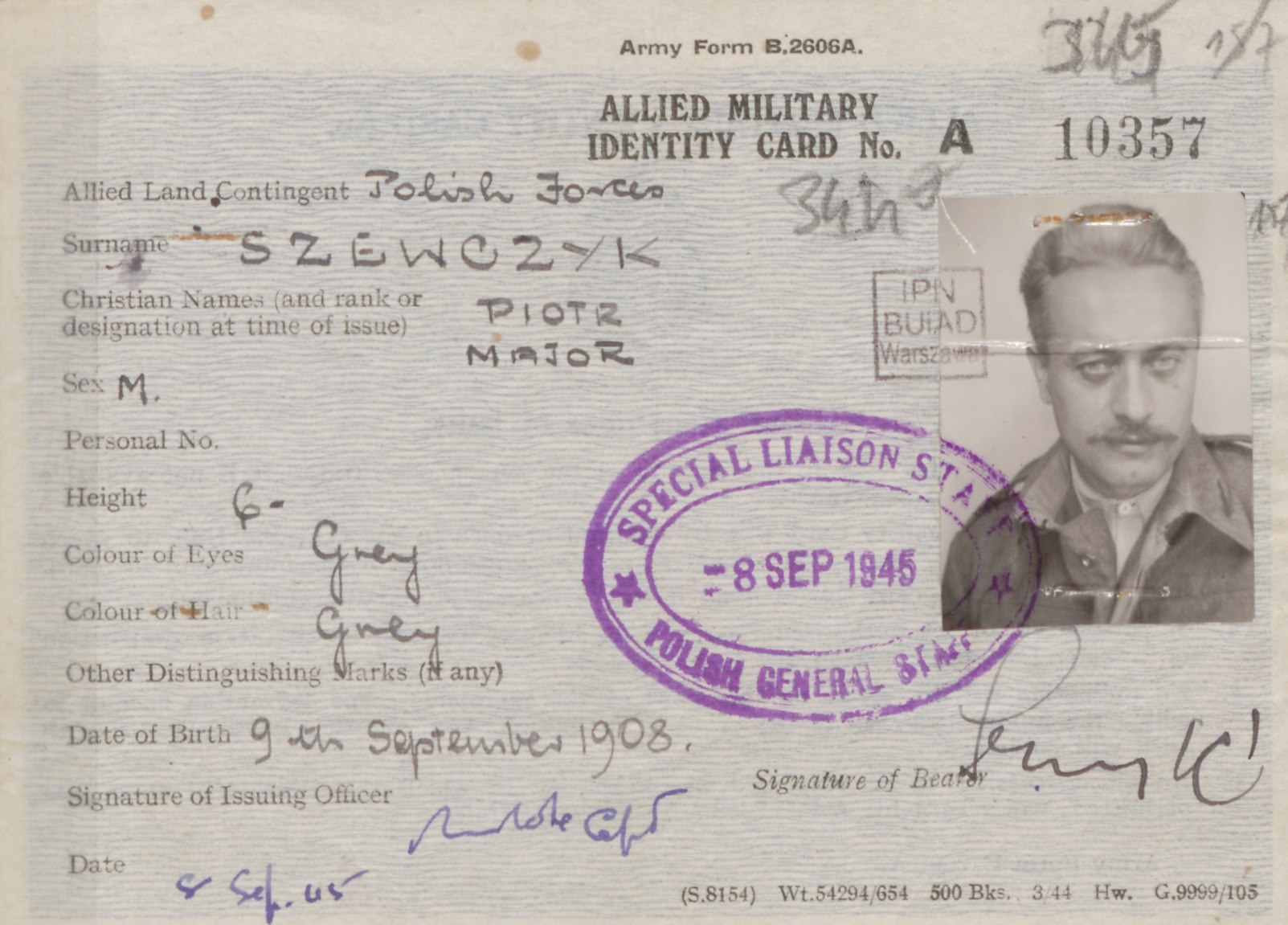
Karta identyfikacyjna Piotra Szewczyka z 1945 r. Archiwum IPN, sygn. IPN BU 944/196

25 września opuścił Londyn i 15 października był z powrotem w Warszawie, gdzie został aresztowany przez funkcjonariuszy Urzędu Bezpieczeństwa na początku listopada roku 1945. Został oskarżony o współpracę z obcym wywiadem i próbę obalenia ustroju i skazany na karę śmierci. Mieszkańcy rodzinnych Babic zebrali wówczas ponad 100 podpisów z prośbą o ułaskawienie do Prezydenta RP Bolesława Bieruta. Kary nie wykonano, lecz zamieniono na 15 lat pozbawienia wolności. Na mocy amnestii 8 maja 1956 został uwolniony, a w 1968 zrehabilitowany.

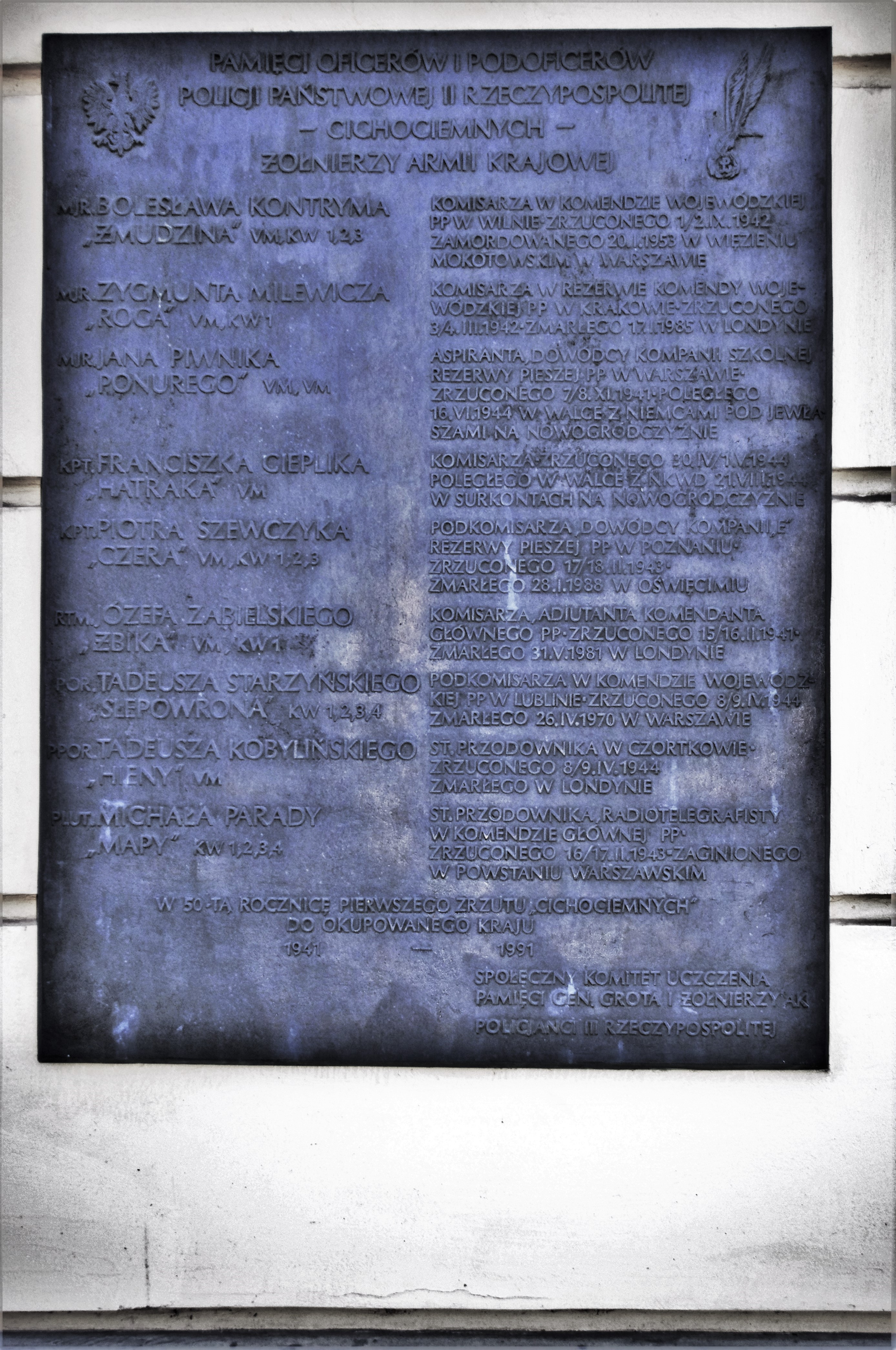
Tablica upamiętniająca oficerów i podoficerów policji państwowej II RP – cichociemnych żołnierzy AK na Pałacu Mostowskich w Warszawie

Do rodzinnej miejscowości powrócił w 1986 roku. Zmarł 28 stycznia 1988 i spoczywa na cmentarzu parafialnym w Oświęcimiu. 

## Ordery i odznaczenia
- Krzyż Srebrny Orderu Wojennego Virtuti Militari nr 8972
- Krzyż Walecznych (trzykrotnie)
- Krzyż Wojenny nr 94 (Norwegia)
- Krzyż Wojenny z palmą (Francja)

## Upamiętnienie
Na oświęcimskim cmentarzu ma swoje miejsce na ścianie pamięci „Pro Memoria LO w Oświęcimiu”.
29 lutego 2000 roku Rada Gminy Oświęcim nadała Gimnazjum Gminnemu nr 1 w Rajsku imię majora Piotra Szewczyka.
29 września 2016 roku w miejscowości Stare Łepki, gmina Olszanka, powiat  Łosice, odsłonięto pomnik upamiętniający zrzut XXI ekipy cichociemnych żołnierzy AK w składzie: por. Piotr Szewczyk „Czer” por. Józef Czuma „Skryty”, ppor. Jacek Przetocki „Oset”, ppor. Tadeusz Benedyk „Zahata”.
W 2022 roku na jego grobie umieszczono tabliczkę „Grób weterana walk o wolność i niepodległość Polski”.